# Leon Maloney
Leon Harry Maloney (Isla de Wight, Inglaterra, 13 de mayo de 2001) es un futbolista británico que juega como delantero.

## Trayectoria

### Portsmouth F. C.
Debutó con el primer equipo del Portsmouth F. C. el 8 de enero de 2019 saliendo al campo en la victoria por 2-0 contra el Southend United F. C. en el EFL Trophy.
El 13 de noviembre de 2018 fue cedido al Bognor Regis Town F. C. para el resto de 2018, con el fin de adquirir experiencia de juego en el primer equipo para dar el salto de la academia al fútbol mayor. El 22 de febrero de 2019 volvió a ser cedido al mismo club, esta vez por el resto de la temporada.
El 30 de abril de 2019 se le ofreció una beca de tercer año en el Portsmouth F. C.. Marcó su primer gol con el club, y su primer gol profesional, en una eliminatoria del EFL Trophy contra el Northampton Town F. C. el 3 de diciembre de 2019.

### FC Volendam
El 30 de enero de 2020 firmó un contrato con el FC Volendam.

## Estadísticas

### Clubes
Actualizado al último partido disputado el 15 de enero de 2021.
| Club                        | Div.          | Temporada     | Liga  | Liga  | Copas nacionales | Copas nacionales | Copas internacionales | Copas internacionales | Total | Total |
| Club                        | Div.          | Temporada     | Part. | Goles | Part.            | Goles            | Part.                 | Goles                 | Part. | Goles |
| --------------------------- | ------------- | ------------- | ----- | ----- | ---------------- | ---------------- | --------------------- | --------------------- | ----- | ----- |
| Portsmouth F. C. Inglaterra | 3.ª           | 2018-19       | 0     | 0     | 1                | 0                | —                     | —                     | 1     | 0     |
| Portsmouth F. C. Inglaterra | 3.ª           | 2019-20       | 0     | 0     | 4                | 1                | —                     | —                     | 4     | 1     |
| Portsmouth F. C. Inglaterra | Total club    | Total club    | 0     | 0     | 5                | 1                | 0                     | 0                     | 5     | 1     |
| FC Volendam · Países Bajos  | 2.ª           | 2020-21       | 7     | 0     | 0                | 0                | —                     | —                     | 7     | 0     |
| FC Volendam · Países Bajos  | 2.ª           | 2022-23       | 0     | 0     | 0                | 0                | —                     | —                     | 0     | 0     |
| FC Volendam · Países Bajos  | Total club    | Total club    | 7     | 0     | 0                | 0                | 0                     | 0                     | 7     | 0     |
| Total carrera               | Total carrera | Total carrera | 7     | 0     | 5                | 1                | 0                     | 0                     | 12    | 1     |